# Lamarque (Gironde)
Lamarque (okzitanisch La Marca) ist eine französische Gemeinde im Département Gironde in der Region Nouvelle-Aquitaine (vor 2016: Aquitanien) mit 1.335 Einwohnern (Stand: 1. Januar 2022). Sie gehört zum Arrondissement Lesparre-Médoc und zum Kanton Le Sud-Médoc (bis 2015: Kanton Castelnau-de-Médoc).

## Geografie
Lamarque liegt etwa 30 Kilometer nordnordwestlich von Bordeaux am Ästuar der Gironde. Das Gemeindegebiet gehört zum Regionalen Naturpark Médoc. Umgeben wird Lamarque von den Nachbargemeinden Cussac-Fort-Médoc im Norden, Plassac im Osten auf der gegenüberliegenden Seite des Ästuars, Arcins im Süden, Moulis-en-Médoc im Südwesten sowie Listrac-Médoc im Westen.
Die Gemeinde gehört zum Weinbaugebiet Haut-Médoc.

## Bevölkerung
| Jahr      | 1954 | 1962 | 1968 | 1975 | 1982 | 1990 | 1999 | 2006  | 2013  |
| --------- | ---- | ---- | ---- | ---- | ---- | ---- | ---- | ----- | ----- |
| Einwohner | 614  | 636  | 742  | 771  | 810  | 893  | 954  | 1.074 | 1.253 |

## Sehenswürdigkeiten
- Kirche Saint-Seurin aus dem 19. Jahrhundert (siehe auch: Liste der Monuments historiques in Lamarque (Gironde))
- Schloss Lamarque, ursprünglich als Burganlage im 11./12. Jahrhundert erbaut, im 17. Jahrhundert umgebaut
- Flusshafen von Lamarque, 1934 angelegt

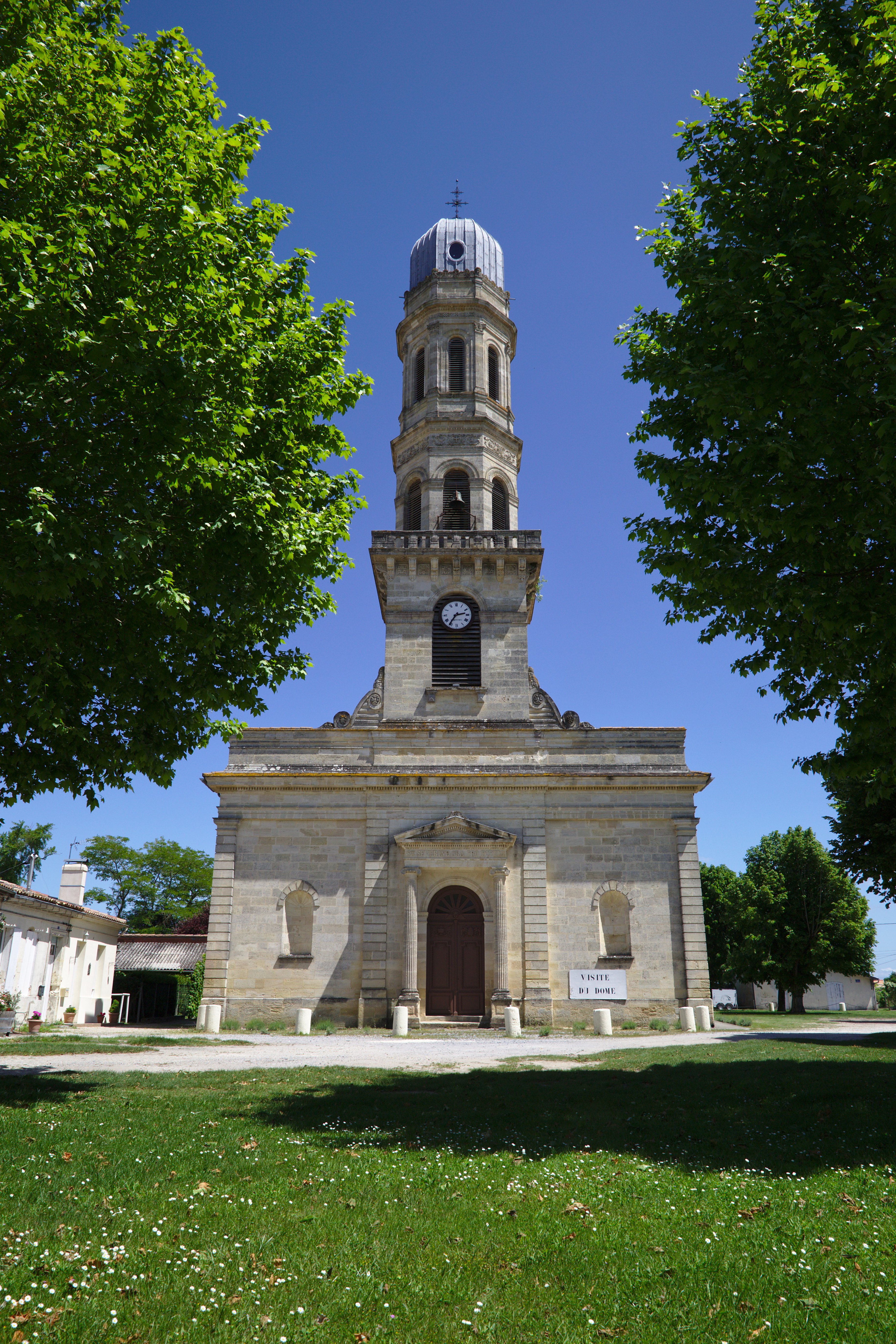
Kirche Saint-Seurin
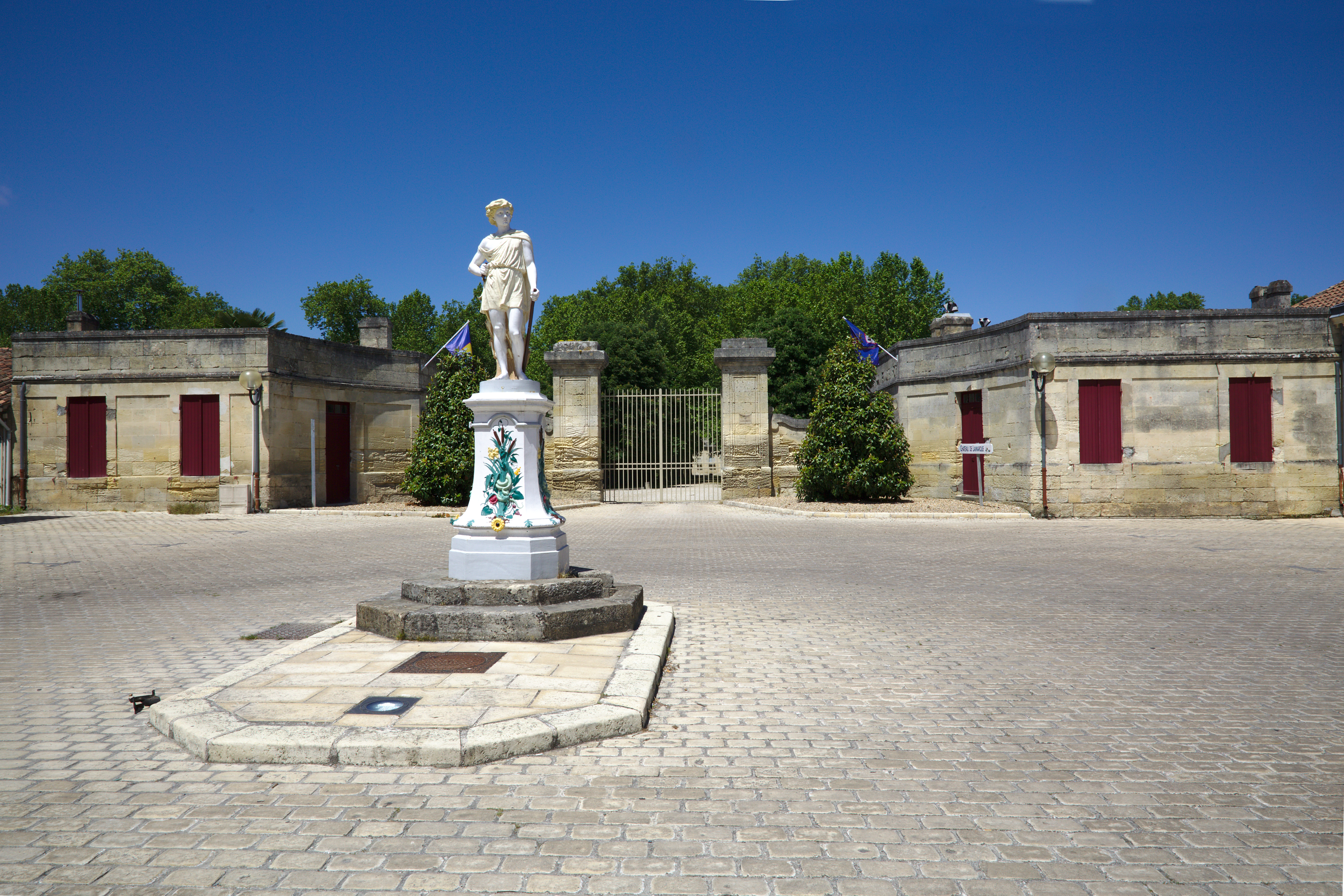
Schloss Lamarque